# Cleempor
Cleempor o Cleampor (Cleemporus o Cleamporus) fou un metge grec que va viure al segle v aC o VI aC i és esmentat per Plini el Vell. Se'l suposa autor d'un llibre de botànica.